# Colorado International
Il Colorado International è un torneo di tennis che si gioca sul cemento. Il torneo si gioca a Denver negli USA dal 2012.

## Albo d'oro

### Singolare
| Anno              | Campionessa  | Finalista  | Punteggio     |
| ----------------- | ------------ | ---------- | ------------- |
| 2012              | Nicole Gibbs | Julie Coin | 6–2, 3–6, 6–4 |
| ↑ ITF 50K event ↑ |              |            |               |

### Doppio
| Anno              | Campioni                          | Finaliste                  | Punteggio         |
| ----------------- | --------------------------------- | -------------------------- | ----------------- |
| 2012              | Marie-Ève Pelletier Shelby Rogers | Lauren Embree Nicole Gibbs | 6–3, 3–6, [12–10] |
| ↑ ITF 50K event ↑ |                                   |                            |                   |